# PKP ST44

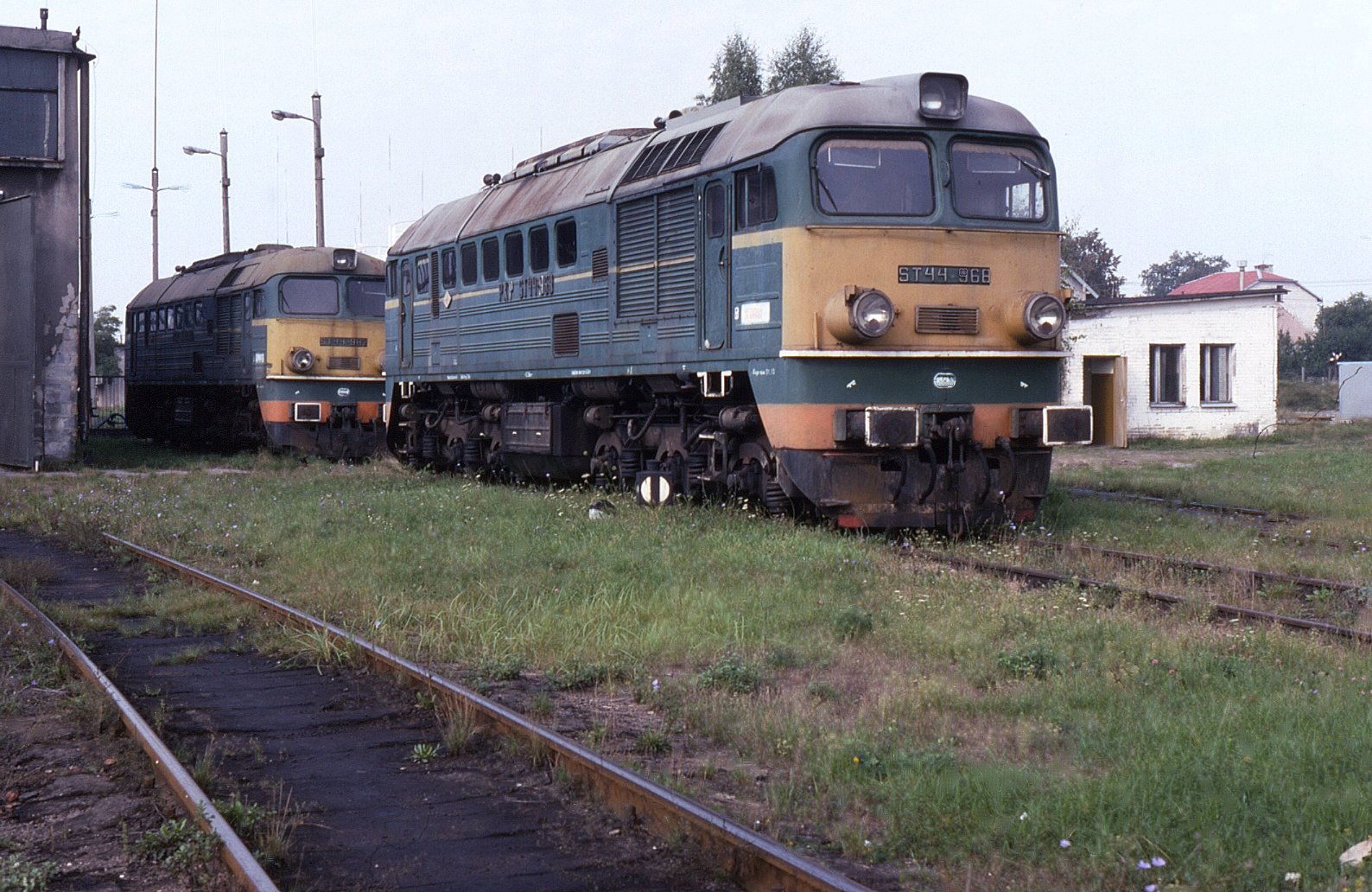
ST44-968

De locomotieven uit de serie ST44 van de PKP zijn diesellocomotieven die vrijwel volledig worden gebruikt voor goederenvervoer. De ST44 is de Poolse versie van de LTS M62 uit de Sovjet-Unie. 
De PKP kocht de locomotieven vanaf 1966. Het grootste verschil met de oorspronkelijke M62 is het toevoegen van de in Polen gebruikelijke zeer grote lampen. Door de zeer zware, robuuste zesassige uitvoering bedraagt de maximumsnelheid slechts 100 km/u. De leveringen gingen door tot 1988 en omvatten 1113 locomotieven voor normaalspoor, plus van 1974 tot 1980 ook 68 locomotieven geschikt voor 1520 mm-breedspoor. Deze breedspoorlocomotieven worden gebruikt de expoitatie van de Linia Hutnicza Szerokotorowa, een goederenspoorlijn tussen Sławków en de Oekraïense grens bij Hrubieszów.
De PKP was de laatste spoorwegmaatschappij in Europa die nog M62-locomotieven kocht en was tevens de grootste afnemer van dit type.
De ST44 is ondanks de geringe leeftijd toch al grotendeels terzijde gesteld. In 2004 bevonden zich nog 103 normaalspoorlocomotieven in het bestand van de PKP. De breedspoor-ST44's werden overgedragen aan dochtermaatschappij LHS, die momenteel nog 40 stuks in dienst heeft. Deze locomotieven werden deels gemoderniseerd en van nieuwe motoren voorzien.